# Mount Antero
Mount Antero je nejvyšší hora jižní části pohoří Sawatch Range, celkově pátá nejvyšší hora tohoto pohoří.
Zároveň je také dvacátou šestou nejvyšší horou Spojených států a čtyřicátou nejvyšší horou Severní Ameriky. Mount Antero leží v Chaffee County, v centrální části Colorada.
Nejvyšší hora Skalnatých hor Mount Elbert leží přibližně 50 km severozápadně. Mount Antero je známý výskytem drahokamů. Naleziště berylů je jedno z největších ve Spojených státech.